# Bernardo VII, Conde de Armagnac
Bernardo VII (1360 — 12 de junho de 1418) foi conde de Armagnac e Condestável da França. Era filho de João II e Joana de Périgord. Herdou Armagnac com a morte de seu irmão, João III, em 1391. Após uma luta prolongada, também se tornou conde de Cominges em 1412.
Quando seu irmão, que reivindicou o Reino de Maiorca, invadiu o norte da Catalunha no final de 1389 em uma tentativa de tomar posses continentais do reino (o Condado de Roussillon), Bernardo comandou parte de suas forças.
Sua esposa era Bona, filha de João, duque de Berry, e viúva de Amadeus VII, Conde de Saboia. Primeiro ganhou influência na corte francesa, quando Luís, duque de Orleães casou-se com Valentina Visconti, filha de João Galeácio Visconti, duque de Milão. Sua irmã Beatriz se casou com o irmão de Valentina, Carlos.
Depois do assassinato de Luís em 1407, Armagnac permaneceu ligada à causa de Orleães. Casou sua filha Bona com o jovem Carlos, duque de Orleães em 1410. Bernardo d'Armagnac se tornou o chefe nominal da facção que se opunha a João sem Medo, Duque da Borgonha, e a facção passou a ser chamada de "Armagnacs" como uma consequência (Veja: Armagnacs).
Se tornou Condestável da França em 1415 e foi o chefe de governo do Delfim até os Borguinhões triunfarem em 1418. Morreu na insurreição que entregou Paris para os Borguinhões em 12 de junho de 1418.

## Filhos
- João IV, Conde de Armagnac;
- Ana de Armagnac, casou-se com Carlos II de Albret;
- Bona de Armagnac, casou-se com Carlos, Duque de Orleães.